# Eduard Ritter von Schleich
Eduard-Maria Joseph Ritter von Schleich, né le 9 août 1888 à Munich et mort le 15 novembre 1947 à Dießen am Ammersee, est un pilote de chasse puis député allemand.
Il est crédité de 35 victoires aériennes pendant la Première Guerre mondiale, combattant notamment comme Staffelführer (en) pour la Jagdstaffel 21 (en).
Pendant la Seconde Guerre mondiale, il sert dans la Luftwaffe en tant que lieutenant-général.